# Stanić Rijeka (Doboj)
Pour les articles homonymes, voir Stanić Rijeka.
Stanić Rijeka (en serbe cyrillique : Станић Ријека) est un village de Bosnie-Herzégovine. Il est situé sur le territoire de la ville de Doboj et dans la république serbe de Bosnie. Selon les premiers résultats du recensement bosnien de 2013, il compte 1 079 habitants.
Après la guerre de Bosnie-Herzégovine et à la suite des accords de Dayton, une partie du village a été rattachée à la municipalité de Doboj Istok nouvellement créée, située dans le canton de Tuzla et dans la fédération de Bosnie-et-Herzégovine.

## Démographie

### Évolution historique de la population dans la localité
| 1948 | 1953 | 1961 | 1971  | 1981  | 1991  | 2013  |
| ---- | ---- | ---- | ----- | ----- | ----- | ----- |
| -    | -    | 964  | 1 374 | 1 634 | 1 823 | 1 079 |

|  |